# Римокатоличка црква светог Михаела Арканђела са Жупним двором у Краљеву
Римокатоличка црква светог Михаела Арканђела са Жупним двором у Краљеву је грађевина која је саграђена 1933. године. С обзиром да представља значајну историјску грађевину, проглашена је непокретним културним добром Републике Србије. Налази се у Краљеву, под заштитом је Завода за заштиту споменика културе Краљево.
Црква посвећена светом арканђелу Михаилу подигнута је за потребе великог броја верника римокатоличке вероиспвести из Француске, Немачке и западних делова краљевине Југославије ангажованих на раду у новоотвореном Ваздухопловном техничком заводу.
Грађена је у романском са примесама готског стила. Овај споменик културе као репрезентативни пример сакралне архитектуре, због својих историјских и архитектонских вредности значајно је остварење у наслеђу градова Србије.

## Историјат
Појачаним досељавањем становништва римокатоличке вероисповести у Краљево (Француза, Хрвата, Словенаца и у мањој мери Немаца и Мађара) створени су услови за појачану активност Римокатоличке цркве у граду. Верске обреде за католике је крајем двадесетих и почетком тридесетих година вршио Иван фра Винодолац, жупник крагујевачке жупе. Захтеви Француза, али и жеља општинских власти да омогуће католицима одговарајући простор за верске обреде, у складу са идејом интегралног југословенства, убрзала је рад на подизању цркве. Конференција на којој је био формиран Одбор за подизање катедрале у Краљеву одржана је 24. јуна 1931. године у великој општинској сали. Њен задатак је био да прикупи неопходна средства.
Римокатоличка црква светог Михаела Арканђела са Жупним двором у Краљеву је изграђенa 1933. године по пројекту архитекте Мисите Катушића из Београда. Освећење цркве је обављено 19. новембра 1933. Цкрву је посветио надбискуп Родић, а за привременог жупника именован је фра Круно Мисило. Изглед цркве је инспирисан основним начелима романске архитектонске традиције у комбинацији са елементима готске естетике и декоративности у унутрашњем простору. Црква је једнобродна грађевина базиликалног типа са полукружном апсидом, проскомидијом и сакристијом на источној страни, двоводним кровом и торњем звоника који се налази на југозападном углу цркве.
Храм је грађен пуном опеком класичног формата, а зидови су споља обложени пикованим цементним малтером. Контрафори на бочним зидовима цркве имају статичку и естетску функцију, обогаћујући фасаду и дајући јој ритмичност. У централни регистар је уписана 2. октобра 2019. под бројем СК 2225, а у регистар Завода за заштиту споменика културе Краљево 18. септембра 2019. под бројем СК 265.